# Iman Mobali
Iman Mobali (pers. ایمان مبعلی; Izeh, 3 novembre 1982) è un ex calciatore iraniano, centrocampista del Naft Teheran.

## Carriera

### Club
Ha giocato nel campionato iraniano e in quello emiratino.

### Nazionale
Con la maglia della Nazionale iraniana ha preso parte a 57 incontri tra il 2001 e il 2011, venendo convocato per 3 volte alla Coppa d'Asia.

## Palmarès

### Club
- Campionato iraniano: 1

Foolad: 2004-2005
- UAE Pro League: 1

Al-Shabab: 2007-2008
- Coppa d'Iran: 1

Naft Tehran: 2016-2017

### Nazionale
- Giochi asiatici: 1

2002
- WAFF Championship: 1

2004